# Marcus Aemilius Lepidus (konsul 187 f.Kr.)
 Der er flere personer med dette navn, se Marcus Aemilius Lepidus.
Marcus Aemilius Lepidus (født ca. 200 f.kr., død 153 f.Kr.) var romersk konsul, Pontifex Maximus og censor.
Han ledede bygningen af Via Aemilia, en romersk vej i det nordlige Italien fra byen Piacenza til Rimini. Han gav også navn til det romerske castrum Regium Lepidi (nutidens Reggio Emilia).
Han var en forfader til triumviren Marcus Aemilius Lepidus.